# 俄羅斯禮天主教哈爾濱宗座代牧區
俄羅斯禮天主教哈爾濱宗座代牧區（拉丁語：Exarchatus Apostolicus Harbinensis）是唯一服務中國東北隸屬俄羅斯禮東儀天主教信徒的宗座代牧區，直屬聖座。1949年後，宗座代牧區已沒有運作，但聖座仍未撤銷。

## 歷史
由1890年代至1930年代，俄羅斯人大量移民中國東北，當中主要集中在哈爾濱。移民主要是在華工作的鐵路工人以及逃離革命與內戰的白俄人。居住於哈爾濱的哈爾濱俄羅斯裔民主要信是俄羅斯正教會、波蘭拉丁禮天主教和猶太會眾。
1928年5月20日，聖座俄羅斯宗座委員會發佈《Fidelium Russorum》諭令，在哈爾濱設立東方禮宗座代牧區。負責管理散居在中國東北境內的東儀天主教徒（主要是俄國人），並委任龐懷德為宗座代牧。同年5月31日，龐懷德就任主教座堂設在聖吳辦第來堂。宗座代牧區在中國的主要城市北京和上海均設有堂區。
1939年10月28日，祁高德接任宗座代牧。1945年，蘇聯紅軍進佔哈爾濱，逮捕祁高德，聖吳辦第來堂關閉。1949年，中國共產黨在中國大陸地區成立中華人民共和國，宗座代牧區的所有神職人員被捕，並被驅逐回蘇聯。部分生活在哈爾濱俄羅斯天主教社群則搬到澳洲墨爾本、美國紐約、阿根廷布宜諾斯艾利斯和巴西聖保羅等地。
1949年，主教座堂被中央軍委佔用作空軍第一轟炸機學校。1987年，有關部門才退還給中國官方管理的黑龍江教區。

## 歷任教長

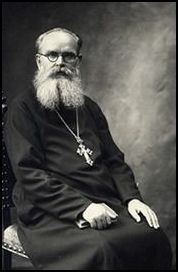
首任宗座代牧龐懷德神父

- 龐懷德神父 (1928年-1939年)
- 祁高德神父 (1939年-1952年)
  - 教座從缺 (1952年-今)

## 外部連結
- GCatholic （页面存档备份，存于）
- Catholic-Hierarchy （页面存档备份，存于）